# マット・バンリーベン
マット・バンリーベン（Matt Vant Leven、1987年10月23日 - ）は、ニュージーランド・ロトルア出身のラグビー選手。

## プロフィール
- ポジションはナンバーエイト(No8)、フランカー(FL)。
- 身長 191cm、体重 106kg
- ニックネームはマティー。

## 来歴
ロトルアボーイズ高校、フレイザーテックラグビークラブ、チーフスを経て、2014年、神戸製鋼コベルコスティーラーズに加入。同年8月24日に行われたジャパンラグビートップリーグ第1節のリコーブラックラムズ戦に途中出場で日本での公式戦初出場を果たす。
2020年、神戸製鋼コベルコスティーラーズを退団した。